# Svorsk
Svorsk – kontaminacja słów svenska (szw. język szwedzki) i norsk (nor. język norweski), opisująca mieszaninę języków szwedzkiego i norweskiego.
Termin svorsk opisuje osobę narodowości szwedzkiej lub norweskiej mieszającą języki szwedzki i norweski, a trend ten utrzymuje się od unii duńsko-norweskiej w roku 1814. W XIX w. powstały obawy o możliwe połączenie się tych języków, jednak w latach 1814–1905 do języka norweskiego przeniknęło stosunkowo mało słów szwedzkich. Większy ich napływ notuje się w XX w. Naukowcy, nie negując tożsamości nordyckiej, bagatelizują obawy o utratę tożsamości językowej tak Szwedów, jak i Norwegów.